# 阿部正瞭
阿部正瞭（日语：／ Abe Masaakira，1813年9月14日—1838年5月3日），日本江户时代末期大名。陆奥国白河藩第3代藩主。忠秋系阿部家11代。
文化10年（1813年）8月20日出生，三河吉田藩主松平信明九男。天保2年（1831年）白河藩第2代藩主正笃隐居，作为养子继承了藩主。年幼时十分聪明，天保7年（1836年）6月任奏者番，天保8年（1837年）兼任寺社奉行，年轻有为。天保9年（1838年）5月12日，英年早逝，享年26岁。养子正备继承家督。